# Bentor

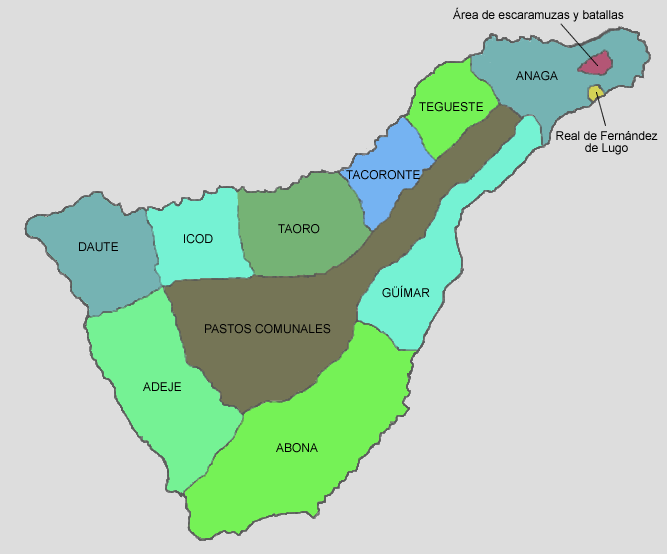
Les neuf menceyatos avant l'invasion espagnole de Tenerife.

Bentor, né vers 1463, fut le dernier mencey (ou roi guanche) de Taoro, de novembre 1494 jusqu'à son suicide, fin 1495 ou début 1496. Taoro était l'un des neuf menceyatos, ou royaumes, de l'île de Tenerife avant la conquête espagnole.

## Biographie

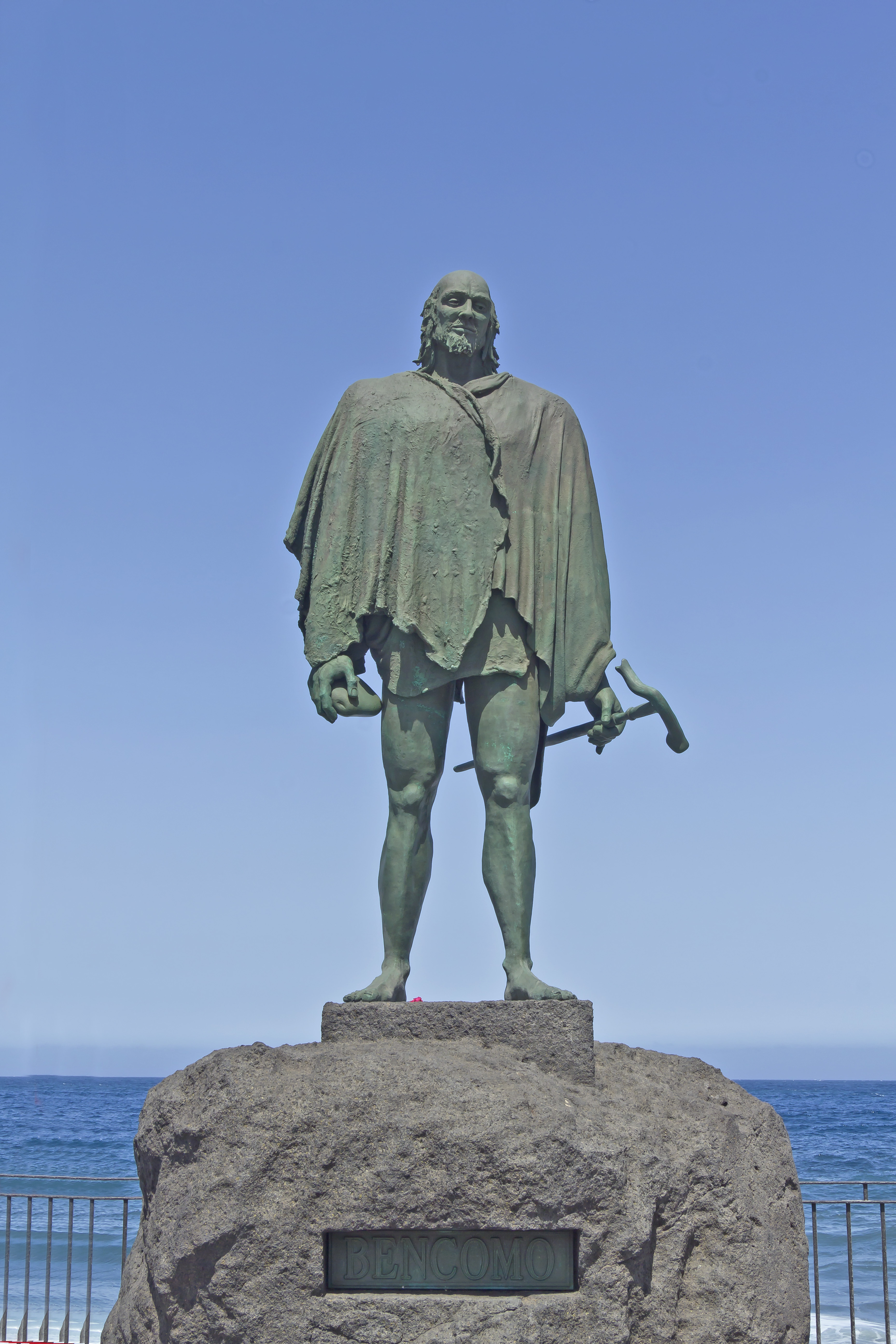
Une statue du mencey de Taoro Bencomo, père de Bentor.

Bentor est le fils de Bencomo, et prince héritier du menceyato de Taoro. Bentor a participé à de nombreuses batailles contre les envahisseurs espagnols aux côtés de son père. Lorsque Bencomo meurt dans la bataille d'Aguere en novembre 1494, Bentor lui succède. Son oncle Tinguaro, vainqueur des Espagnols à la bataille d'Acentejo six mois plus tôt, périt également à Aguere.
Peu de temps après la bataille d'Aguere, Alonso Fernandez de Lugo, le capitaine général espagnol des Côtes africaines qui mène l'armée de conquête, envoie Fernando Guanarteme, ancien roi guanche de l'île de Grande Canarie et allié aux Espagnols, négocier avec Bentor. Mais ce dernier refuse de capituler.

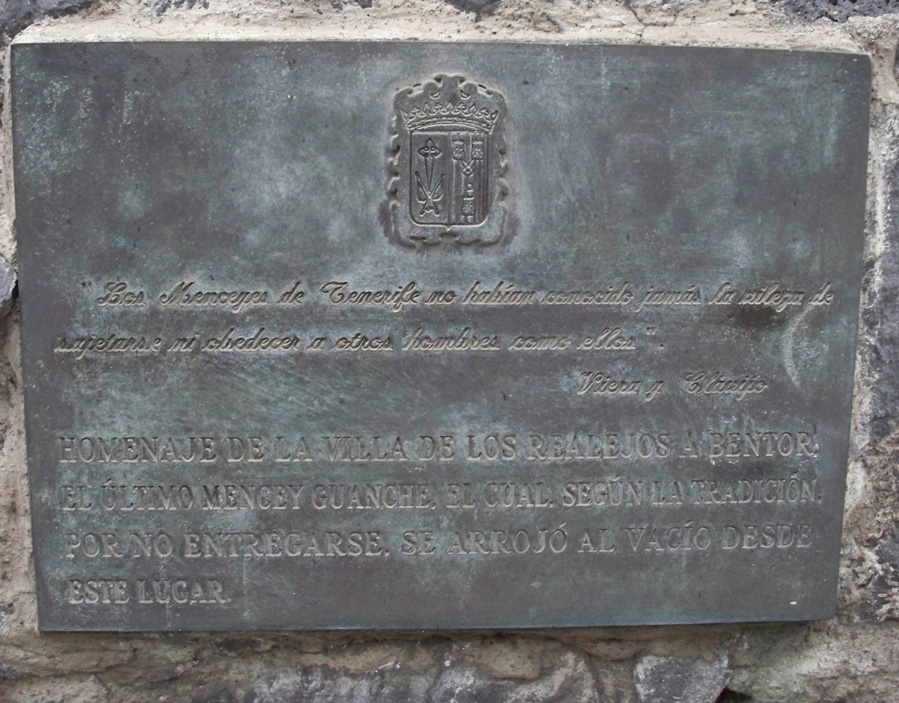
Plaque en l'honneur de Bentor à Tenerife : "Hommage de la ville de Los Realejos à Bentor, le dernier mencey des Guanches, qui, selon la tradition, afin de ne pas se rendre, se jeta dans le vide à cet endroit".

En décembre 1495, Bentor mène la résistance guanche à la Deuxième bataille d'Acentejo. Les forces guanches sont décimées et les survivants se réfugient dans les hauteurs de Tigaiga. Peu après, Bentor décide de mettre fin à ses jours en se jetant dans le vide afin d'éviter le déshonneur d'une reddition.
La résistance guanche s'effondre et les derniers menceys se rendent, durant l'épisode connu en Espagne sous le nom de Paz de los Realejos.
En février 1496, Tenerife est la dernière île de l'archipel à être incorporée à la couronne de Castille. Ses habitants sont réduits en esclavage, malgré l'interdiction du Pape Eugène IV. Les esclaves guanches seront libérés en 1511.
Aujourd'hui, les îles Canaries constituent l'une des 17 communautés autonomes d'Espagne.

## Autres rois de Tenerife
Cent ans avant la conquête, Tinerfe régnait sur toute l'île unifiée de Tenerife.
Avant la conquête espagnole, l'île de Tenerife comptait 9 rois :
- Acaimo (Menceyato de Tacoronte).
- Adjoña : (Menceyato de Abona).
- Añaterve : (Menceyato de Güímar).
- Bencomo : (Menceyato de Taoro).
- Beneharo : (Menceyato de Anaga).
- Pelicar : (Menceyato de Adeje).
- Pelinor : (Menceyato de Icode).
- Romen : (Menceyato de Daute).
- Tegueste : (Menceyato de Tegueste).